# Jingdezhen
Jingdezhen (chiń. 景德镇; pinyin Jǐngdézhèn) – miasto o statusie prefektury miejskiej we wschodnich Chinach, w prowincji Jiangxi, port nad rzeką Chang Jiang. W 2010 roku liczba mieszkańców miasta wynosiła 311 728. Prefektura miejska w 1999 roku liczyła 1 422 075 mieszkańców. Ośrodek produkcji porcelany, szkolnictwa wyższego oraz przemysłu elektromaszynowego, chemicznego i spożywczego.
W mieście znajduje się stacja kolejowa Jingdezhen oraz port lotniczy Jingdezhen-Luojia. W 2021 roku otwarto Cesarskie Muzeum Pieców, poświęcone historii wyrobu porcelany.